# Dia das Nações Unidas para o Serviço Público
O Dia das Nações Unidas para o Serviço Público é um dia comemorado anualmente em 23 de junho desde 2003, instituído pela Assembleia Geral das Nações Unidas (AGNU) em 2002.

## Proclamação
Em 20 de dezembro de 2002, a Assembleia Geral das Nações Unidas designou o Dia das Nações Unidas para o Serviço Público pela resolução 57/277. O objetivo é celebrar o valor do serviço público, reconhecer o trabalho dos funcionários públicos e incentivar a dedicação dos jovens ao setor público.

## Celebração
É comemorado todo dia 23 de junho, escolhido para destacar a importância do serviço público nessa data. A primeira celebração foi em 2003, coincidindo com o lançamento do Programa de Prêmios do Serviço Público da Organização das Nações Unidas (Prêmios UNPSA). Esse programa foi revisado em 2016 para alinhá-lo com a Agenda 2030 para o Desenvolvimento Sustentável. Em 2023, o prêmio fez uma pausa para reavaliar sua eficácia e fazer os ajustes necessários.
Associado a essas efemérides está também o Fórum de Serviço Público das Nações Unidas, um evento global que inclui oficinas de desenvolvimento de capacidade, uma cerimônia de premiação e uma mesa redonda ministerial. Esse fórum é organizado anualmente com um país anfitrião.

## Prêmios de Serviço Público da ONU
Locais de premiação do UNPSA
| Ano  | País                   | Cidade         | Tema |
| ---- | ---------------------- | -------------- | --- |
| 2003 | Estados Unidos         | Nova Iorque    | Dia do Serviço Público e Cerimônia de Premiação das Nações Unidas |
| 2004 | Estados Unidos         | Nova Iorque    | Dia do Serviço Público e Cerimônia de Premiação das Nações Unidas |
| 2005 | Estados Unidos         | Nova Iorque    | Dia do Serviço Público e Cerimônia de Premiação das Nações Unidas |
| 2006 | Estados Unidos         | Nova Iorque    | Dia do Serviço Público e Cerimônia de Premiação das Nações Unidas |
| 2007 | Áustria                | Viena          | Dia do Serviço Público e Cerimônia de Premiação das Nações Unidas |
| 2008 | Estados Unidos         | Nova Iorque    | Dia do Serviço Público e Cerimônia de Premiação das Nações Unidas |
| 2009 | Estados Unidos         | Nova Iorque    | Dia do Serviço Público e Cerimônia de Premiação das Nações Unidas |
| 2010 | Espanha                | Barcelona      | Comemorando o valor e a virtude do serviço comunitário |
| 2011 | Tanzânia               | Dar es Salaam  | Liderança transformadora em administração pública e inovação em governança: criando uma vida melhor para todos                                                                 |
| 2012 | Estados Unidos         | Nova Iorque    | Dia do Serviço Público e Cerimônia de Premiação das Nações Unidas |
| 2013 | Bahrein                | Manama         | Governo eletrônico e inovação: um futuro melhor para todos |
| 2014 | Coreia do Sul          | Seul           | Inovação na governança, para o desenvolvimento sustentável e o bem-estar das pessoas                                                                                           |
| 2015 | Colômbia               | Medellín       | Inovando na prestação de serviços públicos para implementar a Agenda Pós-Desenvolvimento 2015                                                                                  |
| 2016 | Estados Unidos         | Nova Iorque    | Não deixando ninguém para trás: abordagens institucionais inovadoras e prestação de serviços públicos                                                                          |
| 2017 | Países Baixos          | Haia           | O futuro é agora: acelerando as inovações na administração pública para a agenda 2030                                                                                          |
| 2018 | Marrocos               | Marraquexe     | Transformando a governança para alcançar os Objetivos de Desenvolvimento Sustentável                                                                                           |
| 2019 | Azerbaijão             | Bacu           | Alcançando os Objetivos de Desenvolvimento Sustentável por meio de uma prestação de serviços eficaz, transformação inovadora e instituições responsáveis                       |
| 2020 | Evento Virtual         | Evento Virtual | Na linha de frente: homenageando funcionários públicos por sua resposta à pandemia de COVID-19                                                                                 |
| 2021 | Emirados Árabes Unidos | Dubai          | Inovando a futura administração pública: novos modelos de governança para uma nova era para alcançar os Objetivos de Desenvolvimento Sustentável (realizado em 13 de dezembro) |
| 2022 | Evento Virtual         | Evento Virtual | Reconstruindo melhor após a COVID-19: fortalecimento de parcerias inovadoras para atingir os Objetivos de Desenvolvimento Sustentável                                          |
| 2023 | Estados Unidos         | Nova Iorque    | Comemoração do 20.º aniversário dos prêmios e apresentação dos prêmios reconhecidos em 2022 (realizado em 24 de outubro)                                                       |
| 2024 | Coreia do Sul          | Incheon        | Promovendo a inovação em meio aos desafios globais: uma perspectiva do setor público                                                                                           |